# Liste der denkmalgeschützten Objekte in Goldegg im Pongau
Die Liste der denkmalgeschützten Objekte in Goldegg im Pongau enthält die 11 denkmalgeschützten, unbeweglichen Objekte der Gemeinde Goldegg im Pongau.

## Denkmäler
| Foto |                 | Denkmal                                                                      | Standort                            | Beschreibung | Metadaten |
| ---- | --------------- | ---------------------------------------------------------------------------- | ----------------------------------- | --- | --- |
| BW   | Datei hochladen | Bauernhof, Hinterentfeldengut (Hinterlaffa) HERIS-ID: 27522 Objekt-ID: 24049 | Buchberg 28 Standort KG: Buchberg   | | BDA-Hist.: Q37911844 Status: Bescheid Stand der BDA-Liste: 2025-06-30 Name: Bauernhof, Hinterentfeldengut (Hinterlaffa) GstNr.: 341                  |
| ja   | Datei hochladen | Bauernhaus, Maierhof/Moargut HERIS-ID: 27512 Objekt-ID: 24039                | Maierhof 1 Standort KG: Buchberg    | Der große Paarhof steht südwestlich des Hauptortes. Das teilweise gemauerte, teilweise in Blockbauweise errichtete Wohnspeicherhaus ist im Türstock mit 1582 bezeichnet. | BDA-Hist.: Q37911813 Status: Bescheid Stand der BDA-Liste: 2025-06-30 Name: Bauernhaus, Maierhof/Moargut GstNr.: 815                                 |
| ja   | Datei hochladen | Schloss Goldegg HERIS-ID: 27498 Objekt-ID: 24025                             | Hofmark 1 Standort KG: Goldegg      | Die mächtige Anlage mit Palas und unregelmäßigem Hof wurde im 12. Jahrhundert urkundlich erwähnt, die heutige Form geht auf das mittlere 14. Jahrhundert zurück. Der Wappensaal weist eine Holzdecke und die Darstellung von 137 Wappen in Quarternionform auf. Um 1980 wurde es grundlegend renoviert und dient als Sitz des Pongauer Heimatmuseums. | BDA-Hist.: Q2241228 Status: Bescheid Stand der BDA-Liste: 2025-06-30 Name: Schloss Goldegg GstNr.: .1 Schloss Goldegg (Salzburg)                     |
| ja   | Datei hochladen | Altes Gemeindehaus, Baderhaus HERIS-ID: 27501 Objekt-ID: 24028               | Hofmark 15 Standort KG: Goldegg     | Der zweigeschoßige Holzblockbau ist am First mit 1755 bezeichnet. | BDA-Hist.: Q37911749 Status: Bescheid Stand der BDA-Liste: 2025-06-30 Name: Altes Gemeindehaus, Baderhaus GstNr.: .12                                |
| ja   | Datei hochladen | Brunnen, Florianisäule HERIS-ID: 27505 Objekt-ID: 24032                      | bei Hofmark 16 Standort KG: Goldegg | Der Brunnen vor dem Haus Hofmark 16 enthält eine Statuette des heiligen Florian. | BDA-Hist.: Q37911790 Status: § 2a Stand der BDA-Liste: 2025-06-30 Name: Brunnen, Florianisäule GstNr.: 1315/5 Florianisäule (Goldegg im Pongau)      |
| ja   | Datei hochladen | Alter Pfarrhof HERIS-ID: 27503 Objekt-ID: 24030                              | Hofmark 17 Standort KG: Goldegg     | Der ehemalige Pfarrhof weist eine spätbarocke Fassadengliederung auf. | BDA-Hist.: Q37911767 Status: Bescheid Stand der BDA-Liste: 2025-06-30 Name: Alter Pfarrhof GstNr.: .10/1 Alter Pfarrhof (Goldegg im Pongau)          |
| ja   | Datei hochladen | Kruzifix/Kreuz HERIS-ID: 27516 Objekt-ID: 24043                              | bei Hofmark 91 Standort KG: Goldegg | | BDA-Hist.: Q37911828 Status: § 2a Stand der BDA-Liste: 2025-06-30 Name: Kruzifix/Kreuz GstNr.: 161/2                                                 |
| ja   | Datei hochladen | Schlösschen Judenhof (Sonnhof) HERIS-ID: 27497 Objekt-ID: 24024              | March 1 Standort KG: Goldegg        | Der Ansitz mit Krüppelwalmdach und zwei runden Eckerkern wurde 1429 erstmals genannt. Die aus diesem Ansitz stammende Goldegger Stube, eine Zirbenholzstube, befindet sich nunmehr im Salzburg Museum. | BDA-Hist.: Q15783599 Status: Bescheid Stand der BDA-Liste: 2025-06-30 Name: Schlösschen Judenhof (Sonnhof) GstNr.: .100 Judenhof (Goldegg im Pongau) |
| ja   | Datei hochladen | Kath. Pfarrkirche hl. Georg HERIS-ID: 27492 Objekt-ID: 24019                 | Standort KG: Goldegg                | Die einschiffige – im Kern frühgotische – Pfarrkirche mit einem Südturm steht von einem Friedhof umgeben zwischen dem Gemeindeamt und dem Schloss Goldegg. | BDA-Hist.: Q1418092 Status: § 2a Stand der BDA-Liste: 2025-06-30 Name: Kath. Pfarrkirche hl. Georg GstNr.: .2/1 Pfarrkirche Goldegg im Pongau        |
| ja   | Datei hochladen | Friedhofskreuz HERIS-ID: 27495 Objekt-ID: 24022                              | Standort KG: Goldegg                | Das Friedhofskreuz mit einer Konsolfigur der Schmerzhaften Muttergottes stammt aus der 2. Hälfte des 19. Jahrhunderts. | BDA-Hist.: Q37911714 Status: § 2a Stand der BDA-Liste: 2025-06-30 Name: Friedhofskreuz GstNr.: .2/2 Friedhofskreuz (Goldegg im Pongau)               |
| ja   | Datei hochladen | Kath. Filialkirche hl. Anna HERIS-ID: 27507 Objekt-ID: 24034                 | Weng Standort KG: Weng              | → Hauptartikel : Annakirche (Weng) f1 | BDA-Hist.: Q564238 Status: § 2a Stand der BDA-Liste: 2025-06-30 Name: Kath. Filialkirche hl. Anna GstNr.: .26 Annakirche (Weng)                      |